# Alkaline Trio
Alkaline Trio — американський панк-рок гурт з McHenry, штат Іллінойс, заснований у 1996 році. Учасниками гурту є Метт Скіба (вокал, гітара), Ден Андріано (вокал, бас-гітра), та Атом Віллард (ударні).

## Історія
Заснований у далекому 1996 році за участю Метта Скіби, басиста Роба Дорана та ударника Гленна Портера, Alkaline Trio видали свій дебютний сингл, «Sundials», у 1997 році. Після релізу синглу, Doran вийшов з гурту і його замінив Ден Андріано. Гурт згодом записав мініальбом, For Your Lungs Only (1998), та їх дебютний студійний альбом, Goddamnit (1998). Після випуску другого альбому, Maybe I'll Catch Fire (2000), Гленн Портер залишив гурт і його замінив Майк Філамлі для її подальшого альбому, From Here to Infirmary (2001).
Завдяки синглам «Stupid Kid» та «Private Eye», From Here to Infirmary суттєво збільшилась популярність гурту, і наступний альбом, Good Mourning (2003), потрапив у Billboard 200. Good Mourning став першим альбомом для нового ударника Дерека Гранта. У 2005, гурт видав Crimson, який розширив вплив на панк-рок музику, з впізнаваним овердабом та додатковими інструментами, та продовжили цей напрям у Agony & Irony (2008), який був виданий лейблом V2 Records.
У 2010 році гурт видав This Addiction на власному лейблі Heart & Skull та на Epitaph. Записаний у рідному місті гурту, Чикаго, з допомогою продюсера Matt Allison, альбом був поверненням до панк-рок коренів, та став найвищим чартовим досягненням у кар'єрі гурту, дебютувавши на No. 11 позиції у Billboard 200. 2011 року гурт святкував своє 15-річчя з релізом Damnesia, який містить нові акустичні записи пісень які були написані впродовж кар'єри гурту. Дев'ятий студійний альбом гурту, My Shame Is True був виданий 2 квітня 2013 року.

## Стиль

### Музична характеристика
Alkaline Trio зазвичай вважається панк-рок гуртом, а також розглядається як емо та поп-панк гурт. Початково, як простий панк-рок гурт, почав випускати багато поп-панк альбомів як Crimson та Agony & Irony. Гурт повернувся до стандартних панк коренів з This Addiction.

## Склад гурту
Поточні учасники
- Метт Скіба — вокал, гітара (1996–дотепер)
- Ден Андріано — вокал, бас-гітара (1997–дотепер)
- Атом Віллард — ударні, перкусія, бек-вокал (2023–дотепер)

Колишні учасники
- Роб Доран — бас-гітара, бек-вокал (1996–;1997)
- Гленн Портер — ударні, перкусія (1996–;2000)
- Майк Філамлі — ударні, перкусія (2000–;2001)
- Дерек Грант — ударні, перкусія, бек-вокал (2001–2023)

Схема
Схема

## Дискографія
Студійні альбоми
- Goddamnit (1998)
- Maybe I'll Catch Fire (2000)
- From Here to Infirmary (2001)
- Good Mourning (2003)
- Crimson (2005)
- Agony & Irony (2008)
- This Addiction (2010)
- Damnesia (2011)
- My Shame Is True (2013)
- Is This Thing Cursed? (2018)